# Stor-Kunnans naturreservat
Stor-Kunnans naturreservat är ett naturreservat i Värmdö kommun i Stockholms län.
Området är naturskyddat sedan 1975 och är 31 hektar stort. Reservatet omfattar större delen av Stor-Kunnan och intilliggande öar och skär. Reservatet består av tallbevuxen hällmark. med klippor vid stränderna.